# John Joseph Williams

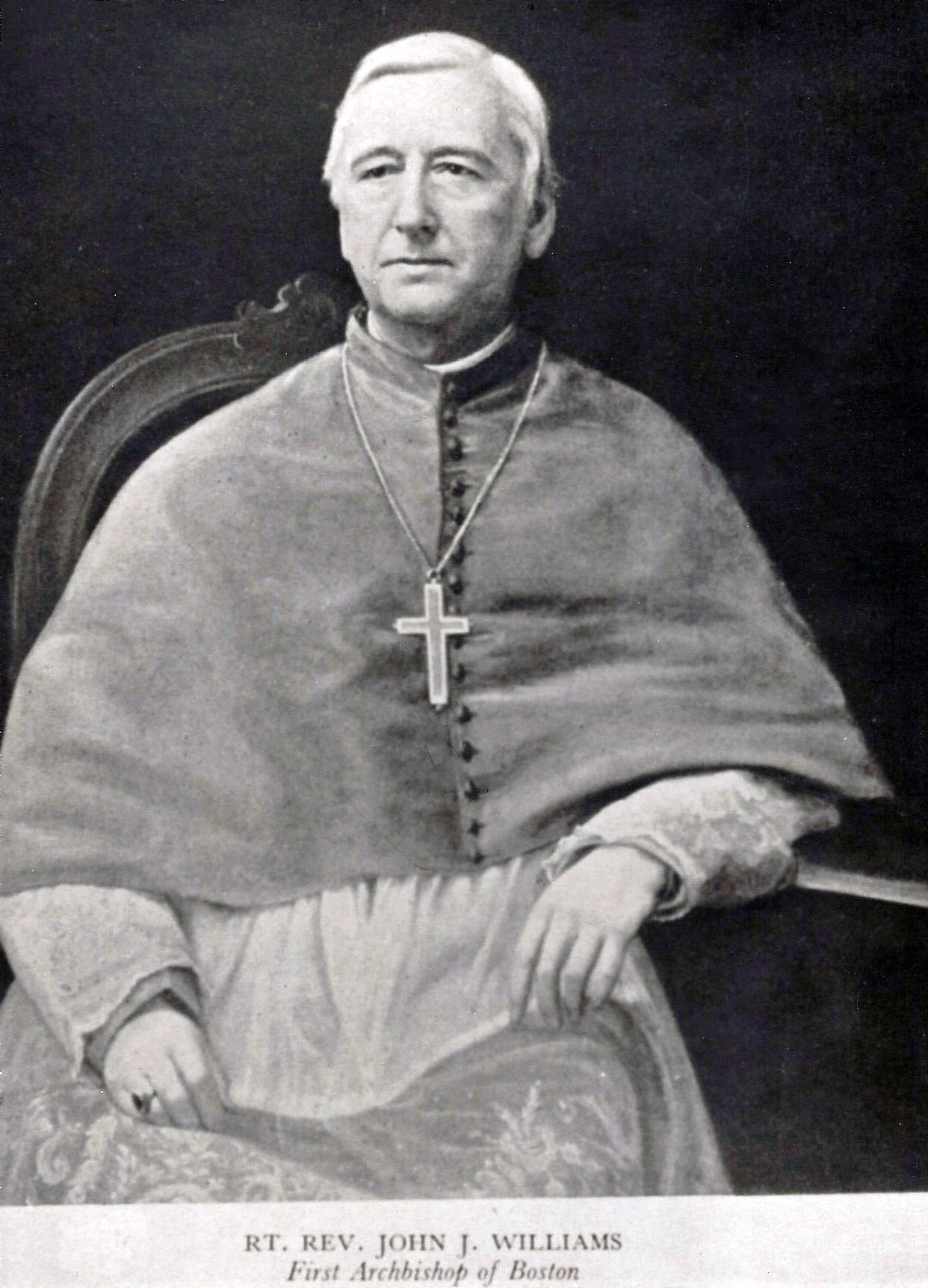
Erzbischof John Joseph Williams (1900)

John Joseph Williams (* 27. April 1822 in Boston, USA; † 30. August 1907 ebenda) war römisch-katholischer Erzbischof von Boston.

## Leben

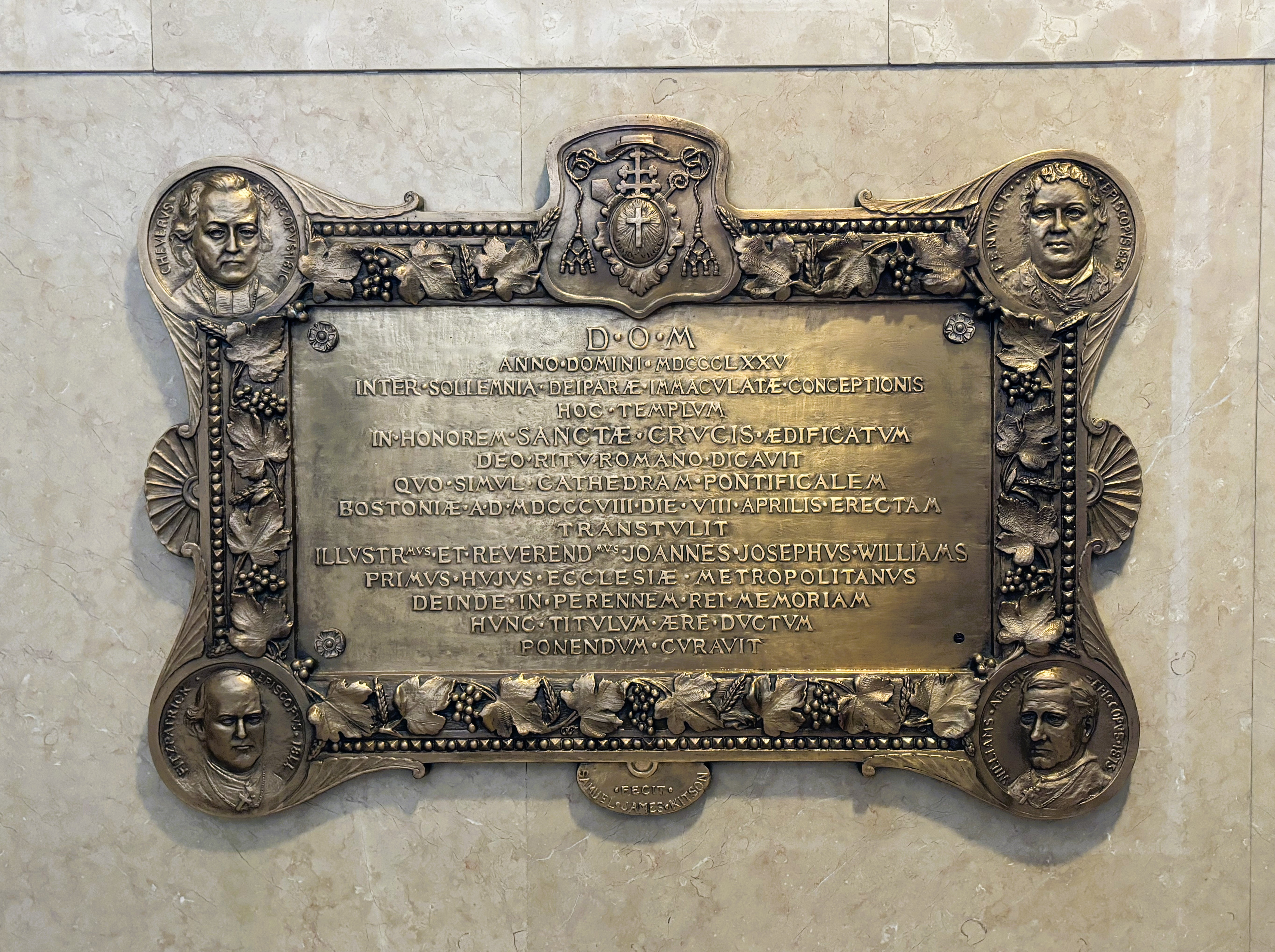
Gedenktafel an die Erhebung Bostons zum Erzbistum, der Kathedrale zur Metropolitankirche und an ihren ersten Erzbischof Williams A.D. 1875 (Narthex der Kathedrale)

John Joseph Williams empfing am 17. Mai 1845 das Sakrament der Priesterweihe. Williams wurde Kurat an der Cathedral of the Holy Cross in Boston. Von 1855 bis 1857 war er Rektor der Cathedral of the Holy Cross. 1857 wurde John Joseph Williams Generalvikar des Bistums Boston.
Am 9. Januar 1866 ernannte ihn Papst Pius IX. zum Titularbischof von Tripolis in Phoenicia und bestellte ihn zum Koadjutorbischof von Boston. John Joseph Williams wurde am 13. Februar 1866 in Nachfolge des verstorbenen John Bernard Fitzpatrick Bischof von Boston. Der Erzbischof von New York, John McCloskey, spendete ihm am 11. März desselben Jahres die Bischofsweihe; Mitkonsekratoren waren der Bischof von Albany, John Joseph Conroy, und der Bischof von Brooklyn, John Loughlin.
Am 12. Februar 1875 wurde Boston von Pius IX. zum Erzbistum erhoben und John Joseph Williams erster Erzbischof von Boston.